# World Series 2007
Le World Series 2007 sono state la 103ª edizione della serie di finale della Major League Baseball al meglio delle sette partite tra i campioni della National League (NL) 2007, i Colorado Rockies, e quelli della American League (AL), i Boston Red Sox. A vincere il loro settimo titolo furono i Red Sox per quattro gare a zero.
Terry Francona divenne il secondo manager dei Red Sox a vincere due World Series, dopo che Bill Carrigan che vi riuscì nel 1915 e nel 1916. A partire dalle ultime tre gare delle American League Championship Series, i Red Sox superarono i loro avversari per 59–15 nelle ultime sette gare. MVP della serie fu premiato Mike Lowell che tenne una media battuta di .400, con un fuoricampo, 4 punti battuti a casa, 6 punti segnati e una base rubata.

## Sommario

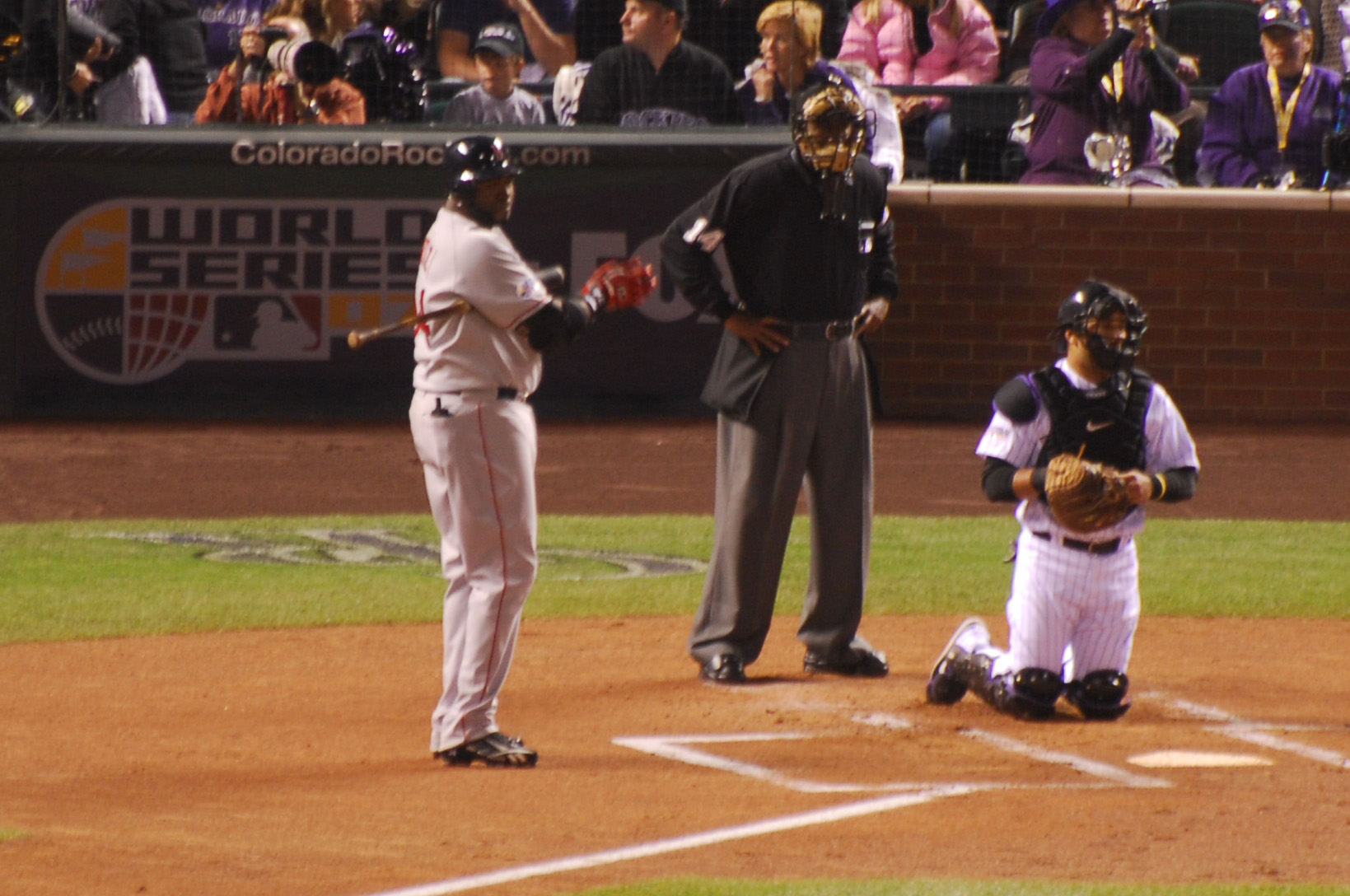
David Ortiz dei Red Sox durante gara 4

Boston ha vinto la serie, 4-0.
| Gara | Data       | Risultato                                 | Stadio      | Tempo | Pubblico |
| ---- | ---------- | ----------------------------------------- | ----------- | ----- | -------- |
| 1    | 24 ottobre | Colorado Rockies – 1, Boston Red Sox – 13 | Fenway Park | 3:30  | 36.733   |
| 2    | 25 ottobre | Colorado Rockies – 1, Boston Red Sox – 2  | Fenway Park | 3:39  | 36.370   |
| 3    | 27 ottobre | Boston Red Sox – 10, Colorado Rockies – 5 | Coors Field | 4:19  | 49.983   |
| 4    | 28 ottobre | Boston Red Sox – 4, Colorado Rockies – 3  | Coors Field | 3:35  | 50.041   |